# The Next Step
The Next Step és una serie canadenca que s'emet a Family Channel.

## Argument
The Next Step segueix la història d'un grup de ballarins inscrits a The Next Step Dance Studio que estudien i s'entrenen per guanyar una sèrie de concursos de dansa. A més de la dansa, la sèrie va acompanyada d'amors, rivalitats, amistats i malentesos que faran més convincent i sentimental la vida dels nois.

### Primera temporada
Els ballarins del Next Step Dance Studio estan decidits a guanyar les properes competicions regionals, per arribar a classifciar-se per les competicions nacionals. Els ballarins que formen part del GRUP A durant la temporada són l'Emily, la líder del grup, la Riley, la germana de l'Emily, la Michelle, la nouvinguda líder, l'Eldon, el Daniel, la Stephanie, la Tiffany, la Chloe, el James i el West, i n'és exclosa la Giselle, una noia del grup A de l'any anterior. Especialitzat en dansa acrobàtica. Després de l'abandonament d'Emily, presa en el grup Elite però que després torna al grup A després de la lesió de Daniel, la Giselle passa l'audició tornant a la companyia de dansa i participant a la competició. Els ballarins aniran a les Regionals passant totes les rondes i superant alguns obstacles com l'error de Riley a la ronda abans de les semifinals contra els Seeds, arribant a la final contra el seu equip enemic, l'Elite. Per fi el somni de guanyar-lo es fa realitat i Next Step és el guanyador d'aquesta competició passant automàticament a les seleccions nacionals. Però la tensió és alta, perquè la Michelle es compromet amb l'Eldon, una cosa no aprovada per l'Emily, l'exnòvia d'Eldon, sentint molt de rancor cap a tots dos. Els ballarins podran anar a les seleccions sense cap obstacle?

### Segona temporada
Després de la victòria a les competicions regionals, els ballarins del grup A es troben competint per les competicions nacionals. Kate decideix fer una audició més per reformar el Grup A per assegurar-se que té el millor a la selecció nacional. En aquesta selecció també participa l'Amanda, la cap de grup de l'Elit, que va deixar la seva escola per entrar al Next Step. Nous ballarins arriben amb ella per fer una audició com a Hunter, que més tard resulta ser l'ex de Michelle, Thalia, Jake, Cass, Morgan, Charlie, Noah i Richelle. D'ells només Amanda, Hunter i Thalia entren al grup A juntament amb la resta de ballarines del grup A, amb l'excepció de Tiffany i Stephanie. El nou any succeeixen diverses tragèdies com l'abandonament de Daniel per no aconseguir el solo, el descobriment de la traïció d'Amanda que encara era la capità de l'Elit i finalment l'abandonament de Michelle pels problemes entre el seu Hunter i Eldon, però per sort. ella està convençuda per Riley i James que tenen diversos problemes en la seva relació a causa de la Beth i el petó amb James que després es resolen, organitzant un flashmob en honor a Michelle i ella torna al grup A més agressiva que abans. Fins i tot amb aquests malentesos, el grup anirà a les seleccions sense l'Amanda, però quan l'Emily es lesiona a la ronda de semifinals i no pot ballar a causa d'un dolor al genoll, Amanda s'ofereix a substituir-la. Així que l'Amanda abandona definitivament l'Elit i torna al Next Step ballant el número final amb la resta de ballarins, aconseguint guanyar el primer lloc en derrotar el L.O.D guanyador en els darrers anys de les Nacionals. Tornant a l'escola després de la seva victòria, Kate troba un avís que demana que el Next Step sigui desallotjat de l'edifici. Lucien, propietari de l'Elite Dance Academy, s'ofereix a "salvar" el Next Step al seu avantatge, sempre que les dues escoles s'uneixin i vagin juntes a les Internacionals.

## Temporades
| Temporada | Temporada          | Episodis | Emissió al Canadà      | Emissió al Canadà      |
| Temporada | Temporada          | Episodis | Estrena                | Final                  |
| --------- | ------------------ | -------- | ---------------------- | ---------------------- |
|           | Primera temporada  | 30       | 8 de març de 2013      | 3 de gener de 2014     |
|           | Segona temporada   | 34       | 7 de març de 2014      | 2 de gener de 2015     |
|           | Tercera temporada  | 30       | 16 de març de 2015     | 11 de desembre de 2015 |
|           | Quarta temporada   | 40       | 15 de febrer de 2016   | 12 de maig de 2017     |
|           | Cinquena temporada | 20       | 26 de maig de 2017     | 13 de desembre de 2017 |
|           | Sisena temporada   | 26       | 29 de setembre de 2018 | 7 d'abril de 2019      |
|           | Setena temporada   | 24       | 10 d'abril de 2020     | 18 de setembre de 2020 |

### Primera temporada (2013-2014)
| #  | Núm. | Títol original                | Dirigit per      | Escrit per                                                                   | Data d'estrena als Canadà |
| -- | ---- | ----------------------------- | ---------------- | ---------------------------------------------------------------------------- | ------------------------- |
| 1  | 1    | «Get The Party Started»       | Brian K. Roberts | Frank van Keeken                                                             | 8 de març de 2013         |
| 2  | 2    | «Everybody Dance Now»         | Brian K. Roberts | Frank van Keeken & Chloe van Keeken                                          | 12 de març de 2013        |
| 3  | 3    | «Dance, Dance»                | Brian K. Roberts | Chloe van Keeken                                                             | 13 de març de 2013        |
| 4  | 4    | «Rock and a Hard Place»       | Brian K. Roberts | Rachael Schaefer                                                             | 14 de març de 2013        |
| 5  | 5    | «Steal My Sunshine»           | Mitchell T. Ness | Chloe van Keeken                                                             | 15 de març de 2013        |
| 6  | 6    | «Good Girls Go Bad»           | Frank van Keeken | Història de: Cole Bastedo Teleplay de: Rachael Schaefer                      | 22 de març de 2013        |
| 7  | 7    | «Love Story»                  | Brian K. Roberts | Frank van Keeken                                                             | 19 d'abril de 2013        |
| 8  | 8    | «Just the Two of Us»          | Brian K. Roberts | Rachael Schaefer                                                             | 26 de març de 2013        |
| 9  | 9    | «Video Killed the Radio Star» | Brian K. Roberts | Ian Van Den Hurk                                                             | 3 de maig de 2013         |
| 10 | 10   | «Road To Joy»                 | Mitchell Ness    | Rachael Schaefer                                                             | 10 de maig de 2013        |
| 11 | 11   | «Can You Keep A Secret?»      | Brian K. Roberts | Rachael Schaefer                                                             | 17 de maig de 2013        |
| 12 | 12   | «Get It Together»             | Brian K. Roberts | Història de: Cole Bastedo Teleplay de: Chloe van Keeken                      | 24 de maig de 2013        |
| 13 | 13   | «Don't Go Breaking My Heart»  | Samir Rehem      | Chloe van Keeken                                                             | 31 de maig de 2013        |
| 14 | 14   | «Sabotage»                    | Samir Rehem      | Frank van Keeken                                                             | 7 de juny de 2013         |
| 15 | 15   | «Changes»                     | Samir Rehem      | Frank van Keeken                                                             | 20 de setembre de 2013    |
| 16 | 16   | «Help»                        | Samir Rehem      | Frank van Keeken & Rachael Schaefer                                          | 27 de març de 2013        |
| 17 | 17   | «Forget You»                  | Samir Rehem      | Rachael Schaefer                                                             | 4 d'octubre de 2013       |
| 18 | 18   | «Brand New»                   | Patrick Sisam    | Chloe van Keeken                                                             | 11 d'octubre de 2013      |
| 19 | 19   | «First Date»                  | Frank van Keeken | Chloe van Keeken                                                             | 18 d'octubre de 2013      |
| 20 | 20   | «We Are Family»               | Frank van Keeken | Història de: Chloe van Keeken Teleplay de: Chloe van Keeken & Brian Hartigan | 25 d'octubre de 2013      |
| 21 | 21   | «Break Stuff»                 | Frank van Keeken | Brian Hartigan                                                               | 1 de novembre de 2013     |
| 22 | 22   | «Come Back... Be Here»        | Frank van Keeken | Rachael Schaefer                                                             | 8 de novembre de 2013     |
| 23 | 23   | «Dancing in the Street»       | Mitchell Ness    | Chloe van Keeken                                                             | 15 de novembre de 2013    |
| 24 | 24   | «Price Tag»                   | Mitchell Ness    | Chloe van Keeken                                                             | 22 de novembre de 2013    |
| 25 | 25   | «Bad Moon Rising»             | Derby Crewe      | Història de: Cole Bastedo Teleplay de: Frank van Keeken                      | 29 de novembre de 2013    |
| 26 | 26   | «Can't Fight This Feeling»    | Kim Derko        | Rachael Schaefer                                                             | 6 de desembre de 2013     |
| 27 | 27   | «I'm So Excited»              | Mitchell Ness    | Frank van Keeken                                                             | 13 de desembre de 2013    |
| 28 | 28   | «Fancy Footwork»              | Mitchell Ness    | Frank van Keeken                                                             | 20 de desembre de 2013    |
| 29 | 29   | «This Is How We Do It»        | Mitchell Ness    | Frank van Keeken                                                             | 27 de desembre de 2013    |
| 30 | 30   | «Winner Takes All»            | Mitchell Ness    | Frank van Keeken                                                             | 3 de gener de 2014        |

## Personatges i intèrprets

### Visió general
- Llegenda:      repartiment principal;

     Paper recurrent; 
     Convidat;      No apareix.
| Personatge             | Interpretat per        | Aparicions             | Aparicions             | Aparicions             | Aparicions             | Aparicions             | Aparicions             | Aparicions             | Aparicions             |
| Personatge             | Interpretat per        | Temp. 1                | Temp. 2                | Temp. 3                | Temp. 4                | Temp. 5                | Temp. 6                | Temp. 7                |                        |
| Personatge             | Interpretat per        | 2013-2014              | 2014-2015              | 2015                   | 2016-2017              | 2017                   | 2018-2019              | 2020                   |                        |
| Personatges principals | Personatges principals | Personatges principals | Personatges principals | Personatges principals | Personatges principals | Personatges principals | Personatges principals | Personatges principals | Personatges principals |
| ---------------------- | ---------------------- | ---------------------- | ---------------------- | ---------------------- | ---------------------- | ---------------------- | ---------------------- | ---------------------- | ---------------------- |
| Emily                  | Alexandra Beaton       |                        |                        |                        |                        |                        |                        |                        |                        |
| Michelle               | Victoria Baldesarra    |                        |                        |                        |                        |                        |                        |                        |                        |
| Riley                  | Brittany Raymond       |                        |                        |                        |                        |                        |                        |                        |                        |
| James                  | Trevor Tordjman        |                        |                        |                        |                        |                        |                        |                        |                        |
| Eldon                  | Isaac Lupien           |                        |                        |                        |                        |                        |                        |                        |                        |
| West                   | Lamar Johnson          |                        |                        |                        |                        |                        |                        |                        |                        |
| Giselle                | Jordan Clark           |                        |                        |                        |                        |                        |                        |                        |                        |
| Chloe                  | Jennifer Pappas        |                        |                        |                        |                        |                        |                        |                        |                        |
| Tiffany                | Tamina Pollack         |                        |                        |                        |                        |                        |                        |                        |                        |
| Stephanie              | Samantha Grecchi       |                        |                        |                        |                        |                        |                        |                        |                        |
| Daniel                 | Brennan Clost          |                        |                        |                        |                        |                        |                        |                        |                        |
| Kate                   | Bree Wasylenko         |                        |                        |                        |                        |                        |                        |                        |                        |
| Chris                  | Shamier Anderson       |                        |                        |                        |                        |                        |                        |                        |                        |
| Amanda                 | Logan Fabbro           |                        |                        |                        |                        |                        |                        |                        |                        |
| Noah                   | Myles Erlick           |                        |                        |                        |                        |                        |                        |                        |                        |
| Phoebe                 | Natalie Krill          |                        |                        |                        |                        |                        |                        |                        |                        |
| Thalia                 | Taveeta Szymanowicz    |                        |                        |                        |                        |                        |                        |                        |                        |
| Hunter                 | Zac Vran               |                        |                        |                        |                        |                        |                        |                        |                        |
| Richelle               | Briar Nolet            |                        |                        |                        |                        |                        |                        |                        |                        |
| Cierra                 | Cierra Healey          |                        |                        |                        |                        |                        |                        |                        |                        |
| Max                    | Devon Brown            |                        |                        |                        |                        |                        |                        |                        |                        |
| Shantel                | Shantel Angela         |                        |                        |                        |                        |                        |                        |                        |                        |
| Skylar                 | Skylar Healey          |                        |                        |                        |                        |                        |                        |                        |                        |
| Piper                  | Alexandra Chaves       |                        |                        |                        |                        |                        |                        |                        |                        |
| Henry                  | Isaiah Peck            |                        |                        |                        |                        |                        |                        |                        |                        |
| Amy                    | Shelby Bain            |                        |                        |                        |                        |                        |                        |                        |                        |
| Cassie                 | Allie Goodbun          |                        |                        |                        |                        |                        |                        |                        |                        |
| LaTroy                 | Akiel Julien           |                        |                        |                        |                        |                        |                        |                        |                        |
| Alfie                  | Giuseppe Bausilio      |                        |                        |                        |                        |                        |                        |                        |                        |
| Sloane                 | Erika Prevost          |                        |                        |                        |                        |                        |                        |                        |                        |
| Jacqui                 | Dylan Ratzlaff         |                        |                        |                        |                        |                        |                        |                        |                        |
| Lola                   | Jessica Lord           |                        |                        |                        |                        |                        |                        |                        |                        |
| Ozzy                   | Julian Lombardi        |                        |                        |                        |                        |                        |                        |                        |                        |
| Josh                   | Dawson Handy           |                        |                        |                        |                        |                        |                        |                        |                        |

### Personatges principals
Emily
- Temporades: 1-2; 5-7;
- Recurrent: 3-4)
- Interpretada per Alexandra Beaton

Emily és la ballarina principal i capitana del grup A, és presumida, i tampoc molt oberta a les decisions dels altres. Especialitzada en dansa contemporània, també és la fundadora del grup E-girls. Odiarà la Michelle des del primer cop d'ull, només per a que li arrabassin la posició de líder del grup, que després compartiran. Es compromet amb l'Eldon, però es separaran precisament per culpa de la Michelle, la qual cosa tornarà a encendre les tensions entre ells. A la segona temporada coneix en Hunter, l'ex de la Michelle, i amb ell idea un pla per fer marxar Michelle i Eldon, però aleshores entendrà que no vol estar amb l'Eldon, sinó amb en Hunter, cosa que es farà realitat. Mentrestant, l'Emily descobreix que l'Amanda està planejant alguna cosa contra el Next Step i, amb la seva germana Riley, idea un pla per fer-la expulsar de l'equip. Perquè el pla surti sense problemes, l'Emily haurà de fer que l'Amanda confiï en ella i, per tant, haurà de deixar en Hunter. Comença a passar temps amb West i durant les seleccions intercanvien el seu primer petó. Durant els campionats nacionals, l'Emily pateix una greu lesió al genoll i no pot ballar a la final, tant que és substituïda per Amanda. A la tercera temporada els metges li diuen que no podrà ballar durant un període de sis mesos o ni tan sols un any perquè, si ballés sobre aquest genoll abans d'hora, es podria trencar definitivament. Inicialment vol ballar de totes maneres, sense seguir els consells dels metges, i confia el seu secret a Stephanie, que en parla amb la Riley que intenta fer raonar l'Emily sense cap resultat. Per tant, no tenint més remei, anuncia a tothom la veritat sobre el resultat dels metges. Kate no permet que l'Emily actuï a audicions internacionals; inicialment la ballarina està en xoc, però més tard entén els riscos que podria córrer mentre balla. Incapaç de ballar fins que el seu genoll estigui completament curat, deixa el diari del capità a Richelle, ja que la veu com una futura capità. L'Emily tornarà a la meitat de la quarta temporada, a petició de la Michelle, per ajudar a la Riley a recuperar l'escola, i és en part gràcies a ella que Next Step passarà les eliminatòries, assegurant-se un paper a les Regionals. A la cinquena temporada, Next Step es separa i l'Emily es converteix en la propietària de Next Step East, dirigint un grup de ballarins clàssics i contemporanis altament qualificats, amb una tècnica impecable. Més tard decideix deixar de banda les seves diferències amb Michelle i formar equip, però a causa de la lesió de Richelle sota la seva supervisió, Kate decideix acomiadar-los a tots dos. A la sisena temporada, després de treballar en un bar, aconsegueixen tornar a aconseguir la feina a Next Step. A la setena temporada s'encarregarà del Next Step juntament amb Nick.
Michelle
- Temporades: 1-6;
- Recurrent: 7)
- Interpretada per Victoria Baldesarraon

Michelle és una ballarina contemporània glamurosa i talentosa, s'acaba de mudar de Wisconsin i aviat atraurà l'odi d'Emily. Després d'un repte, aconsegueix guanyar el càrrec de líder del grup, que després compartirà amb la mateixa Emily. S'enamora gairebé a primera vista d'Eldon, amb qui es compromet durant el període regional. A la temporada 2 troba en Hunter, la seva parella de ball mentre estava a Wisconsin, però, a causa d'aquest últim, l'Eldon la deixa i, després de veure a Hunter i l'Emily fent-se un petó, abandona l'escola, però els nois el convencen de tornar. Tan bon punt va tornar a l'escola, va començar a assajar el seu solitari per a les seleccions, ajudada per Eldon que la farà recuperar la confiança en si mateixa. Durant les seleccions, aconsegueix vèncer l'Amanda en solitari i porta el Next Step a les semifinals. A la tercera temporada els seus pares se separen i en això es troba amb molts problemes, ja que no sempre podrà assistir a classes de ball i no podrà preparar-se millor per als internacionals, també per això no podrà balla, però només serà reserva. A la quarta temporada forma part del grup A com a membre titular i manipularà a la Piper, per estimular-la perquè sigui més competitiva. Participarà en el grup petit per a les eliminatòries regionals al costat de Richelle, Amy, Alfie i Noah, després d'haver guanyat a Piper per l'últim lloc, malgrat això el grup perdrà. Un cop hagin guanyat les qualificacions gràcies al duet, Riley i Emily li encarregaran el solo i també el trio juntament amb Amy i Richelle a les regionals. Michelle opta per preparar-se el millor possible en el seu solo perquè no hagi de competir també en el trio; tanmateix, quan s'adonin que han malinterpretat les instruccions dels campionats, ja no serà la Michelle la que faci el solo, sinó Sloane; però quan la noia és desqualificada, i ara la victòria està en mans del trio, Michelle decideix provar la coreografia fins a l'esgotament, oblidant-se però de la seva salut, ja manifestada per no trobar-se en les millors condicions quan se sent el primer mareig. Durant el trio, de fet, Michelle es desmaia a l'escenari, malgrat això el trio encara aconsegueix guanyar la victòria. Un cop tornada en forma, la Michelle aconsegueix convèncer la Riley perquè la faci ballar a l'equip final, malgrat el seu gran esforç, el Next Step perdrà els campionats regionals. A la cinquena temporada, Michelle es converteix en la propietària amb el costat oest del Next Step competint amb Emily. Dirigeix un grup obert a tots els estils, des del hip-hop fins al ballet. A la sisena temporada liderarà el Grup A al costat de l'Emily. A la setena temporada decideix perseguir el seu somni com a ballarina i abandona l'estudi.
- Riley (temporades 1-4; convidat: temporades 5, 7), interpretada per Brittany Raymond.
És la germana petita de l'Emily, per la qual se'l veu constantment eclipsada tot i ser una molt bona ballarina. Component de les E-girls, serà exclosa d'ell per la seva germana per haver defensat a Michelle al començament de la sèrie en ser destruïda, però, al final, totes aniran abandonant el grup, així que l'Emily, ara sola, fa les paus. amb ella. Tot i ser tímida i insegura, la Riley és una de les ballarines més valentes, la qual cosa es fa especialment evident quan, demanant ajuda a James, decideix treure la seva germana del paper de líder del grup ja que no la considera apta per al càrrec. La Riley és una noia seriosa i responsable però també molt tímida, sempre lluita pel que creu que és correcte però sovint està negativa, ansiosa i nerviosa. Tot i que és extremadament tossuda a admetre-ho, Riley està enamorada de James, tot i que inicialment el va considerar un fanfarró, i quan aquest últim està a punt de ser expulsat de l'escola a causa de les seves baixíssimes notes en matemàtiques, li promet que si ell treu una nota superior o igual a set, ella aniria a una cita amb ell. Quan James aprova l'examen de manera brillant, els dos van a la seva primera cita on comparteixen el seu primer petó i es reuneixen. Durant la coreografia regional, la mà de Riley queda atrapada a la pinça del cabell, fent que l'equip perdi el seu torn. Tot i el petit malentès, el Next Step va ser rescatat, guanyant així els campionats i guanyant l'Elit. A la segona temporada es talla els cabells i, després d'aconseguir el duet per als campionats nacionals, veu la Beth (l'ex de James) i en James fent-se un petó; així que primer tanca amb ell, després deixa pas a Giselle i Thalia. Per tornar amb James, a petició seva, Riley fa una llista de tasques que James passa brillantment i es tornen a reunir. Durant les seleccions, gràcies al seu duet, que Giselle i Thalia els regalen de bon grat, passen el Next Step a la següent ronda. A la tercera temporada formarà part del grup A gràcies a James, que es retirarà del repte contra la seva estimada per fer-la passar l'audició; al principi hi ha tensió entre tots dos, perquè es van prometre mútuament que tots dos donarien el millor de si i que això no interferiria en la seva relació; però quan James abandona l'audició, els dos discuteixen tot i que Riley aviat comença a adonar-se que James s'ha sacrificat per la seva relació. Malgrat tot James, després de l'abandonament de Chantel, torna a formar part del grup A. En aquest moment la seva relació sembla que va bé, fins que arriba Ella, una ballarina que s'ha traslladat d'Anglaterra per intercanviar segons les normes internacionals. Començarà a portar a Riley per un camí diferent, un camí que Riley mai havia recorregut abans; els dos comencen a passar molt de temps junts i aviat Ella es converteix en la millor amiga de Riley, a costa de la seva relació amb James amb qui no li queda gaire temps per passar junts, tenint en compte el fet que vol passar temps amb Ella. i James amb la seva banda. James i Riley es barallen per la manca que senten l'un cap a l'altre, James no entén el comportament de la noia, fins que Riley li explica que el veritable motiu del seu distanciament va ser la banda de la qual forma part James. Aleshores, James, per fer feliç a la noia que estima, abandona la banda i Riley, que se sent molt més segura amb ell, el perdona. Durant el torn del solo als internacionals, Ella que haurà de lluitar contra la Riley li roba el solo i Riley acaba amb la seva amistat. Malgrat això, Next Step aconsegueix guanyar els campionats, una vegada més gràcies al duet de Riley i James. Mentre és internacional, James confessa que vol tornar amb la banda, i Riley, encara que inicialment no ho aprovi, s'hi pacta i declara que sempre el donarà suport, amb la promesa de James d'estar sempre junts. A la quarta temporada es tenyeix els cabells de ros i es converteix en la propietària de Next Step, mentre Kate marxa cap a Anglaterra per jutjar en un programa de talent. Mentre Riley és propietari de l'escola, James marxa cap a Londres per participar en un concurs de dansa Hip - Hop; durant la seva absència Riley comença a tenir sentiments per l'Alfie, i a mitjan quarta temporada s'intercanvien el seu primer petó però són vistes per la Piper, la germana de James, que va haver de fer el duet amb l'Alfie a les eliminatòries per passar a les regionals. Quan James comença a notar l'estrany comportament de la seva germana i xicota decideix tornar. Quan arriba, la Riley li confessa que va fer un petó a l'Alfie i malgrat la seva decepció, ell decideix perdonar-la. La Riley, però, continua albergant els seus sentiments per l'Alfie i, per consell de l'Emily i pel bé de l'escola, abandona James. Més tard, Riley es connecta amb l'Alfie, però després d'unes quantes cites s'adona que no li agrada realment com li agradava James; així que, per consell de Michelle, vola a Londres demanant perdó a James per les seves accions i els dos tornen junts. Un cop tornada al Next Step, la Riley finalment es pot dedicar a les Regionals. Tot i que l'escola perdrà la competència, Riley admet que ha après molt d'aquesta experiència, en particular, quant està enamorada de James, que li regala un anell de compromís, una promesa del seu amor per ella quan era massa jove per a ella. casar-se.per poder donar-li una de més bonica quan un dia li demani que es casa amb ell. A la cinquena temporada, Riley no serà un punt fix de la sèrie, ja que decideix seguir els passos de la seva germana, deixant la direcció de l'escola a aquesta i Michelle per seguir una escola de negocis.
- James (temporades 1-4; convidat: temporades 5, 7), interpretat per Trevor Flannagan-Tordjman.
Un hàbil breakdancer i millor amic d'Eldon i West, és un dels ballarins amb més experiència i talent de l'escola. Enginyós, carismàtic i incansable, sempre té una broma preparada i sempre és positiu però lluita per prendre-se les coses seriosament, conegut per ser un gran galàs acostumat a conquistar i deixar una noia rere l'altra, s'enamorarà completament de Riley, amb el que es comprometrà, conquerint-la amb la seva irremeiable simpatia. James farà tot el possible per estar amb la noia, intentant contínuament fer-la riure i divertir-se. James pot ser molt romàntic i dolç i demostra que quan es marca un objectiu fa tot el possible per aconseguir-ho. Li falten matemàtiques; per aquest motiu la seva mare decideix treure'l de l'escola, només durant dues setmanes per condemna de Michelle. Però gràcies a la Riley, que l'ajudarà a estudiar i li oferirà una cita si aprova l'examen amb més d'un 70%, James és readmès al Next Step guanyant la seva cita amb Riley, on es reuniran i intercanviaran el seu primer petó. Durant la final regional, la Beth, una de les seves ex, confessa que encara l'estima, tot i que està enamorat de Riley. A la segona temporada, la Beth el fa un petó, i la Riley, després de veure l'escena, el deixa, la qual cosa és greu perquè havien "guanyat" el duet dels nacionals que, per les seves discrepàncies, deixaran a Thalia i Giselle. James, adonant-se del gran error que ha comès, li diu a la Riley que farà tot el possible per recuperar-la. Aleshores, Riley encarregarà una llista de tasques per a ell i després es tornaran a reunir. Tot i que la llista és realment complicada, James aconsegueix completar tots els objectius i torna amb Riley. A les nacionals actuen a duet i porten el Next Step al solo femení, completant la victòria amb un petó. A la tercera temporada, el seu cabell es fa més llarg i acaba formant una cresta. No formarà part del grup A de seguida, ja que es sacrifica per portar Riley a l'escola durant les noves audicions per a l'equip internacional. Després de la marxa de Shantel, és recordat per formar part de l'equip que anirà als internacionals. Inicialment entre ell i la Riley tot va bé, fins que apareix Ella, traslladada d'Anglaterra per fer pràctiques a Next Step, que de seguida fa amistat amb Riley, que comença a desvincular-se del mateix James. Més tard s'adona que el veritable problema no és Ella sinó el fet que passa massa temps amb la banda i està descuidant Riley, que està profundament afectada. Per fer feliç la noia que estima, James deixa la banda i fa les paus amb Riley. Junts participen en els internacionals i guanyen gràcies, una vegada més, al seu duet. Malgrat això, a la quarta temporada, James deixa Next Step i torna amb la seva banda, però li promet a Riley que sempre estarà per ella. Juntament amb Eldon i West participa en una competició de Hip-Hop a Anglaterra. Durant la competició decideix marxar a casa per l'estrany comportament de la seva germana Piper, que fa dies que plora, i la seva xicota. Un cop de tornada s'assabenta del petó entre Riley i Alfie, però tanmateix decideix perdonar-la com ella l'havia perdonat després del petó amb la Beth. Però quan Riley el deixa per quedar-se amb l'Alfie, decideix tornar a Londres, si no fos per l'Emily que el convenç de quedar-se i competir en el duet de classificació amb l'Alfie, per garantir a l'equip un lloc als campionats regionals. Després de competir i guanyar, James torna a Londres, però durant la competició el seu únic pensament fix és sempre Riley, i això farà que perdi la primera volta contra l'equip argentí que va arribar a la final amb ells. Però quan la Riley apareix al mig de la carrera dient-li que l'estima, els dos es tornen a unir i el Next Step guanya gràcies a ell. Quan al Next Step li falta un ballarí per participar en la final, James deixa de banda el seu orgull i se'n va a Suïssa per intentar convèncer l'Alfie perquè torni i tingui èxit. Al final de la quarta temporada, li dona a Riley un anell de promesa del seu amor per ella i li promet que un dia li donarà un de millor quan li demani que es casa amb ell. A la cinquena temporada, James ja no és un punt fix de la sèrie, ja que decideix dedicar-se a la banda i menys a ballar.
- Eldon (temporades 1-3; recurrent: temporades 4, 6; convidat: 5, 7), interpretat per Isaac Lupien.
Millor amic de James, és considerat el millor ballarí de l'escola per la seva excel·lència en tots els estils. Un noi de bon cor, generós i desinteressat però sovint descuidat i maldestre quan es tracta de sentiments. Ell està enamorat de l'Emily des que era petit, però ella el rebutja constantment, però en algun moment es podrà comprometre amb ella. Quan aquest últim es trasllada a l'Elit, l'Eldon s'adona que té sentiments per Michelle durant l'assaig dels dos passos que estan preparant, i els dos es comprometen amb les Regionals després que ell abandoni l'Emily. A la segona temporada coneix a Hunter, l'ex de la Michelle, que el repta a un concurs de ball i Michelle hauria estat "premiada", però aquesta competició serà gravada en secret per l'Amanda. Eldon perd i, després de marxar de Michelle, que havia mostrat el vídeo de la cursa a tot el grup A, també perd el solitari masculí de les seleccions nacionals. Aleshores s'adona, quan Michelle i Hunter es separen, que no està tan interessat en la noia com abans. A la tercera temporada, s'enamora de Thalia però sent massa insegur per declarar-se idea diversos plans per comunicar-se amb la noia i ella també, fins que són truncats per James, que a causa del moment difícil que està passant amb Riley. aconsella al seu amic que passi diverses proves perquè Thalia l'estimi cada cop més. Finalment, aconsegueix reunir-se amb ella. A la quarta temporada inicialment pensa que Next Step segueix sent el lloc adequat per a ell, després gràcies a l'ajuda d'en James s'adona que ja no vol formar part del grup i encara que saluda a contracor l'escola portant-la sempre al cor.
- West (temporades 1-3, 5; reccurent; temporada 4), interpretat per Lamar Johnson.
- Giselle (temporades 1-3; convidat: temporades 4; 6), interpretada per Jordan Clark.
- Chloe (temporades 1-3; convidat: temporada 6), interpretada per Jennifer Pappas.
- Tiffany (temporada 1; recurrent: temporada 2; convidat: temporada 4), interpretada per Tamina Pollack-Paris.
- Stephanie (temporades 1, 3, recurrent: temporades 2; convidat: temporades 4, 7), interpretada per Samantha Grecchi.
- Daniel (temporades 1-2, 5, reccurent: temporada 3; convidat: temporada 4), interpretat per Brennan Clost.
- Kate (temporades 1-3; reccurent: temporades 4-5; convidat: temporada 6-7), interpretada per Bree Wasylenko.
- Chris (temporada 1; convidat: temporada 2), interpretat per Shamier Anderson.
- Amanda (reccurent: temporada 1; regular: temporades 2-4), interpretada per Logan Fabbro.
- Noah (convidat: temporada 1; reccurent: temporada 2; regular: temporades 3-6), interpretat per Myles Erlick.
- Thalia (temporades 2-3; convidat: temporades 4-5; recurrent: temporada 6), interpretada per Taveeta Szymanowicz.
- Hunter (temporada 2; reccurent: temporada 3), interpretat per Zac Vran.
- Richelle (reccurent: temporades 2-3; regular: temporades 4-7) interpretada per Briar Nolet.
- Cierra (temporada 3; convidat: temporada 4), interpretada per Cierra Healey.
- Max (temporada 3; convidat: temporada 4), interpretat per Devon Brown.
- Shantel (temporada 3), interpretada per Shantel Angela Vailloo.
- Skylar (reccurent: temporada 3; regular: temporada 4; convidat: temporada 5), interpretada per Skylar Healey
- Piper (temporades 4-7), interpretada per Alexandra Chaves
- Henry (temporades 4-7), interpretat per Isaiah Peck.
- Amy (temporades 4-7), interpretada per Shelby Bain.
- Cassie (temporada 4), interpretada per Allie Goodbun.
- LaTroy (temporades 4-5; convidat: temporada 6), interpretat per Akiel Julien
- Alfie (temporada 4; convidat: temporada 7), interpretat per Giuseppe Bausilio.
- Sloane (temporada 4; convidat: temporades 5-6), interpretada per Erika Prevost.
- Jacquie (temporades 5-6), interpretada per Dylan Ratzlaff.
- Lola (temporada 5), interpretada per Jessica Lord.
- Ozzy (temporades 5-7), interpretat per Julian Lombardi.
- Josh (temporada 5), interpretat per Dawson Handy.
- Kingston (temporades 5-7), interpretat per Noah Zulfikar.
- Zara (temporada 5), interpretada per Milaina Robinson.
- Heather (temporada 5; convidat: temporada 6), interpretada per Hanna Miller.
- Summer (temporades 6-7), interpretada per Sage Linder.
- Kenzie (temporades 6-7), interpretada per Emmerly Tinglin.
- Finn (temporades 6-7), interpretat per Liam Mackie.
- Davis (temporada 6), interpretada per Berkeley Ratzlaff.
- Heathcliff (convidat: temporada 6; regular: temporada 7), interpretat per Carter Musselman.
- Cleo (temporada 7), interpretada per Danielle Verayo.

Lily
- Temporades: 7;
- Interpretada per Katie Ortencio